# Велика Маскова
 Велика Маскова (пол. Maskowa Wielka) — гірський потік в Україні, у Богородчанському районі Івано-Франківської області. Правий доплив Саджавки (басейн Дністра).

## Опис
Довжина потоку 5,5 км, найкоротша відстань між витоком і гирлом — 5,13 км, коефіцієнт звивистості потоку — 1,07. Формуєтьсся багатьма безіменними струмками. Потік тече у Східних Карпатах на Гуцульщині.

## Розташування
Бере початок на південно-східних схилах гори Клива (869,8 м) у селі Космач. Тече переважно на північний схід і в селі Росільна впадає у річку Саджавку, ліву притоку Бистриці Солотвинської.

## Цікавий факт
- У селі Росільна потік перетинає автошлях Т 0902[3].